# 白旗镇 (凤城市)
白旗镇，是中华人民共和国辽宁省丹东市凤城市下辖的一个乡镇级行政单位。

## 名称由来
1687年满族正白旗完颜氏（汉姓王）移此驻防，遂以白旗名所居之地为白旗堡。1937年设白旗村（乡镇级建制），始用白旗为政区名称。
1958年7月成为人民公社，以“拔白旗”为名，将人民公社命名为红卫星。1980年10月恢复为白旗人民公社。1995年12月7日设镇，仍以白旗为镇名。

## 政区沿革
1687年，清朝为加强东北边防，正白旗满族完颜氏兄弟3人迁居此地，形成聚落，得名白旗堡，沿用为镇名。
1911年设西镇，1919年设四区，1937年设乡公所，辖区甚广，南至庄河栗子房、北至岫岩大营子、东至宝山、西至沙里寨。
1945年10月中共设白旗区。翌年10月国民党进驻设白旗乡，白旗区指导员张静受命组建中共凤南工会，开展游击战争，英勇牺牲。
1947年6月国民党撤出，白旗区恢复，1951年设三区，1958年3月撤区设白旗乡，是年7月撤宝山白旗沙里寨三乡组建红卫星人民公社，为公社化首开先河。1961年调整，析宝山沙里寨另组公社。
1980年10月公社名由红卫星更为白旗，1983年9月撤公社为白旗乡，翌年5月设白旗满族乡，1985年5月凤城满族自治县成立，乡名不冠满族。
1995年12月8日撤乡设镇，以白旗为镇名，延用至今。

## 自然地理
白旗镇位于凤城市西南部，东与边门镇为邻，西与沙里寨镇接壤，南接红旗镇，北与宝山镇、凤山街道毗连。
白旗镇属于丘陵地带，地势北高南低。主要山脉有老青背山、七头砬子山和老头砬子山等。矿产资源有石灰石矿、独居石矿等。
该镇属于中温带湿润地区季风大陆性气候，一年四季分明。年均降水量1100mm，无霜期160天，适宜多种作物生长。自然灾害有暴雨、冰雹、干旱、大风、虫害等。
境内水体有白旗河、民主河、莫家河及自由水库、碾砣沟水库。

## 人口面积
全镇总人口13699人。
全镇东西宽18公里，南北长12公里，总面积192.2平方公里。

## 名胜古迹
镇区内王家村八组清朝关大院为凤城市文物保护单位。

## 行政区划
白旗镇下辖以下地区：
后营子村、雕窝村、黄旗村、吴家村、民主村、王家村和莫家村。